# Premiul World Fantasy pentru realizări de o viață

## Câștigători
| - Robert Bloch - Fritz Leiber - Ray Bradbury - Frank Belknap Long - Jorge Luis Borges - Manly Wade Wellman - C. L. Moore - Italo Calvino - Roald Dahl - L. Sprague de Camp - Richard Matheson - E. Hoffmann Price - Jack Vance - Donald Wandrei - Theodore Sturgeon - Avram Davidson - Jack Finney - Everett F. Bleiler - Evangeline Walton | - R. A. Lafferty - Ray Russell - Edd Cartier - Harlan Ellison - Jack Williamson - Ursula K. Le Guin - Gene Wolfe - Madeleine L'Engle - Edward L. Ferman - Andre Norton - Hugh B. Cave - Marion Zimmer Bradley - Michael Moorcock - Frank Frazetta - Philip José Farmer - Forrest J. Ackerman - George H. Scithers - Lloyd Alexander - Donald M. Grant - Stephen King - Gahan Wilson | - Tom Doherty - Carol Emshwiller - John Crowley - Stephen Fabian - Betty Ballantine - Diana Wynne Jones - Leo and Diane Dillon - Patricia A. McKillip - Ellen Asher - Jane Yolen - Brian Lumley - Terry Pratchett - Peter Straub - Peter S. Beagle - Angélica Gorodischer - Alan Garner - George R. R. Martin - Susan Cooper - Tanith Lee - Ellen Datlow - Chelsea Quinn Yarbro - Ramsey Campbell - Sheri S. Tepper - David G. Hartwell - Andrzej Sapkowski - Terry Brooks - Marina Warner |